# France 24
A France 24 é uma rede de canais da televisão estatal francesa dedicados à informação internacional, embora com uma atenção especial para França e os restantes países francófonos. Há quatro canais da France 24, divididos consoante os seguintes idiomas: francês, inglês, árabe e castelhano. Todos emitem 24 horas por dia e 7 dias por semana.
Os canais France 24 fazem parte da empresa pública francesa France Médias Monde (anteriormente Audiovisuel Extérieur de la France ou AEF), tal como a Radio France Internationale ou RFI e a Monte-Carlo Doualyia ou MCD.  
As suas emissões começaram em dezembro de 2006, apenas em francês e em inglês. O Estado francês é detentor da totalidade do capital desde 2008 da France 24 desde 2008, através da companhia France Médias Monde, tendo comprado a participação minoritária dos ex-sócios Groupe TF1 e France Télévisions. Seu orçamento é de aproximadamente €100 milhões por ano.